# Simone Dallamano
Simone Dallamano (Castiglione delle Stiviere, 25 novembre 1983) è un ex calciatore italiano, di ruolo difensore.

## Caratteristiche tecniche
Terzino sinistro può giocare anche come esterno sinistro di centrocampo.

## Carriera

### Club
Nasce nel comune di Castiglione delle Stiviere nel 1983. Inizia a tirare i primi calci al pallone nell'FC Castiglione del suo paese.
Della primavera del Brescia, viene ceduto in prestito al Mantova nella stagione 2001-2002, squadra con cui partecipa al campionato di Serie C2. Totalizza 29 presenze mettendo a segno 2 reti e l'anno successivo lascia i virgiliani per approdare al Prato in Serie C1 dove viene scarsamente utilizzato (4 presenze).
Nel 2003-2004 serve la causa del Lumezzane, riavvicinandosi così a casa. Nella squadra valgobbina gioca 23 partite e matura al punto giusto tanto da convincere il Brescia a tenerlo per la stagione 2004-2005. Durante questa stagione, fa il suo esordio in Serie A nella partita persa a Lecce per 4-1 contro la formazione locale il 18 settembre 2004 e collezionando 26 presenze.
Dopo la retrocessione rimane a Brescia e nel campionato cadetto totalizza 16 presenze con la maglia delle rondinelle. Ha segnato le prime due reti in serie B il 22 settembre 2007 con una doppietta al Messina.
Il 12 settembre 2010 ha realizzato la sua prima rete in Serie A, nella partita vinta per 3-2 dal Brescia sul Palermo, con un tiro rasoterra dal limite sinistro dell'area. Il 30 giugno 2012 scade il suo contratto con le Rondinelle, rimanendo svincolato.
Il 27 novembre 2012 consegue il titolo di Allenatore Uefa-B concesso dal Centro Tecnico Federale di Coverciano.
Il 23 gennaio 2013 viene ingaggiato dal Cesena con un contratto fino a giugno 2013. Successivamente passa nelle file dell'Aquila in Lega Pro Prima Divisione.
Nella stagione successiva entra nella rosa del Castiglione, squadra della cittadina natale, con la quale vince il girone B della Serie D.
Dopo il ritiro, è entrato a far parte dell'organico degli osservatori della Juventus. 

### Nazionale
Ha collezionato tre presenze nella Nazionale di calcio dell'Italia Under-21 tra il 2004 e il 2005.

## Statistiche

### Presenze e reti nei club
| Stagione        | Squadra         | Campionato      | Campionato | Campionato | Coppa nazionale | Coppa nazionale | Coppa nazionale | Coppe europee | Coppe europee | Coppe europee | Altre coppe | Altre coppe | Altre coppe | Totale | Totale |
| Stagione        | Squadra         | Comp            | Pres       | Reti       | Comp            | Pres            | Reti            | Comp          | Pres          | Reti          | Comp        | Pres        | Reti        | Pres   | Reti   |
| --------------- | --------------- | --------------- | ---------- | ---------- | --------------- | --------------- | --------------- | ------------- | ------------- | ------------- | ----------- | ----------- | ----------- | ------ | ------ |
| 2001-2002       | Mantova         | C2              | 29         | 2          | CI-C            | 0               | 0               | -             | -             | -             | -           | -           | -           | 29     | 2      |
| 2002-gen. 2003  | Brescia         | A               | 0          | 0          | CI              | 1               | 0               | -             | -             | -             | -           | -           | -           | 1      | 0      |
| gen.-giu. 2003  | Prato           | C1              | 4          | 0          | CI-C            | 0               | 0               | -             | -             | -             | -           | -           | -           | 4      | 0      |
| 2003-2004       | Lumezzane       | C1              | 20+3       | 0          | CI-C            | 0               | 0               | -             | -             | -             | -           | -           | -           | 23     | 0      |
| 2004-2005       | Brescia         | A               | 26         | 0          | CI              | 2               | 0               | -             | -             | -             | -           | -           | -           | 29     | 0      |
| 2005-2006       | Brescia         | B               | 16         | 0          | CI              | 2               | 0               | -             | -             | -             | -           | -           | -           | 19     | 0      |
| 2006-2007       | Brescia         | B               | 27         | 0          | CI              | 1               | 0               | -             | -             | -             | -           | -           | -           | 28     | 0      |
| 2007-2008       | Brescia         | B               | 35+2       | 5          | CI              | 1               | 0               | -             | -             | -             | -           | -           | -           | 42     | 5      |
| 2008-2009       | Brescia         | B               | 19+2       | 0          | CI              | 0               | 0               | -             | -             | -             | -           | -           | -           | 21     | 0      |
| 2009-2010       | Brescia         | B               | 37+3       | 3          | CI              | 2               | 0               | -             | -             | -             | -           | -           | -           | 42     | 3      |
| 2010-2011       | Brescia         | A               | 14         | 1          | CI              | 0               | 0               | -             | -             | -             | -           | -           | -           | 14     | 1      |
| 2011-2012       | Brescia         | B               | 17         | 0          | CI              | 0               | 0               | -             | -             | -             | -           | -           | -           | 17     | 0      |
| Totale Brescia  | Totale Brescia  | Totale Brescia  | 191+7      | 9          |                 | 9               | 0               |               | -             | -             |             | -           | -           | 207    | 9      |
| gen.-giu. 2013  | Cesena          | B               | 1          | 0          | CI              | 0               | 0               | -             | -             | -             | -           | -           | -           | 1      | 0      |
| 2013-2014       | L'Aquila        | 1D              | 28+1       | 0          | CI+CI-LP        | 0               | 0               | -             | -             | -             | -           | -           | -           | 29     | 0      |
| nov. 2014-2015  | Castiglione     | D               | 16+3       | 0          | CI-D            | 0               | 0               | -             | -             | -             | -           | -           | -           | 19     | 0      |
| Totale carriera | Totale carriera | Totale carriera | 280+14     | 11         |                 | 9               | 0               |               | -             | -             |             | -           | -           | 310    | 11     |

## Palmarès

### Club

#### Competizioni nazionali
- Serie D: 1

Castiglione: 2014-2015